# Basil al-Assad
Basil al-Asad (in arabo باسل الأسد‎?, Bāsil al-Asad; Damasco, 23 marzo 1962 – Damasco, 21 gennaio 1994) è stato un politico e militare siriano, figlio di Hafiz al-Assad e di cui sembrava destinato a prendere il posto fino al momento della propria morte.

## Biografia
Fin dai primi anni di vita sembrava destinato a succedere al padre il quale sembrava preferirlo al fratello Bashar al-Assad. Bāsil fu incaricato di organizzare la campagna anti-corruzione sotto il regime del padre ed in tali manifesti appariva in divisa militare.

### Morte
Basil al-Asad morì in un incidente stradale il 21 gennaio 1994 all'età di 31 anni. Secondo la versione ufficiale del governo avrebbe urtato una rotatoria a bordo della sua autovettura. Bāsil al-Asad è sepolto, come il padre Hafiz al-Asad, in un mausoleo a Qardaha, villaggio natale della famiglia. Il popolo siriano si riferisce a Bāsil come Bāsil il Martire. Dopo la sua morte, in tutta la Siria, molte strade sono state intitolate a lui, per compiacere il volere del fratello.
La sua morte ha determinato una svolta nella successione al padre. Quando quest'ultimo, il 10 giugno 2000, morì per un arresto cardiaco durante una telefonata con il presidente libanese Émile Lahoud, fu il fratello Bashar al-Assad a divenire presidente della Siria.